# 硫酸铥
硫酸铥是一种无机化合物，化学式为Tm2(SO4)3，存在无水物和八水合物。它在高温下经过Tm2O2SO4，最终分解为Tm2O3。

## 制备
用硫酸溶解氧化铥，可以得到硫酸铥。